# Anomiostrea
Anomiostrea is een monotypisch geslacht van tweekleppigen uit de  familie van de Ostreidae.

## Soort
- Anomiostrea coralliophila Habe, 1975